# Rui Silva
Ne doit pas être confondu avec Rui Pedro Silva, athlète portugais né le 6 mai 1981 et spécialisé dans le cross-country
Pour le footballeur né en 1994, voir Rui Silva (football).
Pour les articles homonymes, voir Silva.
Rui Manuel Monteiro da Silva (né le 3 août 1977 à Santarém) est un athlète portugais spécialiste des courses de demi-fond.

## Carrière
Il remporte le titre du 1 500 mètres des Championnats d'Europe en salle de 1998 et se classe la même année deuxième des Championnats d'Europe de Budapest derrière l'Espagnol Reyes Estevez. Champion d'Europe espoirs en 1999, il décroche en début d'année 2001 à Lisbonne le titre du 1 500 m des Championnats du monde en salle dans le temps de 3 min 51 s 06.
En 2002, Rui Silva remporte son deuxième titre continental indoor en s'imposant lors des Championnats d'Europe en salle de Vienne, en Autriche, devant l'Espagnol Juan Carlos Higuero. Il se classe troisième des Championnats d'Europe 2002 de Munich et établit cette même saison à Monaco la meilleure performance de sa carrière sur 1 500 m en 3 min 30 s 07.
Rui Silva monte sur la troisième marche du podium des Jeux olympiques de 2004, à Athènes, où il s'incline avec le temps de 3 min 34 s 68 face au Marocain Hicham El Guerrouj et au Kényan Bernard Lagat. Durant cette finale des JO d'Athènes, il réalise un dernier tour de folie en dépassant 9 concurrents. Son dernier 400 m a été chronométré en 50 s 80 (c'est-à-dire le dernier tour le plus rapide jamais réalisé sur une course de 1 500 m). Médaillé de bronze aux Championnats du monde 2005, il se classe troisième de la course individuelle des Championnats d'Europe de cross, permettant à l'équipe du Portugal d'occuper la première place du classement général par équipes.
En 2009, il décroche son troisième titre européen en salle du 1 500 mètres à l'occasion des Championnats d'Europe en salle de Turin, devançant notamment l'Espagnol Diego Ruiz et le Français Yoann Kowal.

## Tactique de course
Très bon finisseur, il affectionne particulièrement les courses lentes.

## Palmarès
| Date | Compétition                       | Lieu         | Résultat | Épreuve     |
| ---- | --------------------------------- | ------------ | -------- | ----------- |
| 1996 | Championnats du monde juniors     | Sydney       | 6e       | 1 500 m     |
| 1998 | Championnats d'Europe en salle    | Valence      | 1er      | 1 500 m     |
| 1998 | Championnats d'Europe             | Budapest     | 2e       | 1 500 m     |
| 1998 | Coupe du monde des nations        | Johannesburg | 2e       | 1 500 m     |
| 1999 | Championnats d'Europe espoirs     | Göteborg     | 1er      | 1 500 m     |
| 1999 | Championnats du monde en salle    | Maebashi     | 5e       | 1 500 m     |
| 2000 | Championnats d'Europe en salle    | Gand         | 2e       | 3 000 m     |
| 2001 | Championnats du monde en salle    | Lisbonne     | 1er      | 1 500 m     |
| 2001 | Championnats du monde             | Edmonton     | 7e       | 1 500 m     |
| 2002 | Championnats d'Europe en salle    | Vienne       | 1er      | 1 500 m     |
| 2002 | Championnats d'Europe             | Munich       | 3e       | 1 500 m     |
| 2002 | Finale du Grand Prix              | Paris        | 8e       | 1 500 m     |
| 2003 | Championnats du monde             | Paris        | 5e       | 1 500 m     |
| 2003 | Finale mondiale d'athlétisme      | Monaco       | 4e       | 1 500 m     |
| 2004 | Championnats du monde en salle    | Budapest     | 2e       | 3 000 m     |
| 2004 | Jeux olympiques                   | Athènes      | 3e       | 1 500 m     |
| 2005 | Championnats du monde             | Helsinki     | 3e       | 1 500 m     |
| 2007 | Championnats d'Europe de cross    | Toro         | 3e       | Individuel  |
| 2007 | Championnats d'Europe de cross    | Toro         | 1er      | Par équipes |
| 2009 | Championnats d'Europe en salle    | Turin        | 1er      | 1 500 m     |
| 2009 | Championnats d'Europe par équipes | Leiria       | 1er      | 1 500 m     |
| 2011 | Championnats d'Europe en salle    | Paris        | 6e       | 3 000 m     |
| 2011 | Championnats d'Europe par équipes | Stockholm    | 3e       | 3 000 m     |

## Records
| Épreuve         | Performance   | Lieu     | Date            |
| --------------- | ------------- | -------- | --------------- |
| 1 500 m         | 3 min 30 s 07 | Monaco   | 19 juillet 2002 |
| 1 500 m (salle) | 3 min 34 s 99 | Maebashi | 7 mars 1999     |